# Municipio de Cedar Bluff
El municipio de Cedar Bluff (en inglés: Cedar Bluff Township) es un municipio ubicado en el condado de Oregon en el estado estadounidense de Misuri. En el año 2010 tenía una población de 91 habitantes y una densidad poblacional de 1,4 personas por km².

## Geografía
El municipio de Cedar Bluff se encuentra ubicado en las coordenadas 36°33′20″N 91°9′27″O / 36.55556, -91.15750. Según la Oficina del Censo de los Estados Unidos, el municipio tiene una superficie total de 65,16 km², de la cual 64,76 km² corresponden a tierra firme y (0,61 %) 0,4 km² es agua.

## Demografía
Según el censo de 2010, había 91 personas residiendo en el municipio de Cedar Bluff. La densidad de población era de 1,4 hab./km². De los 91 habitantes, el municipio de Cedar Bluff estaba compuesto por el 95,6 % blancos y el 4,4 % eran de una mezcla de razas. Del total de la población el 0 % eran hispanos o latinos de cualquier raza.